# Daniel Koerhuis
Daniel Antonius Nikola Koerhuis (Dedemsvaart, 26 juli 1981) is een Nederlands voormalig politicus.

## Biografie
Koerhuis groeide op in Dedemsvaart, en studeerde econometrie aan de Universiteit van Amsterdam. Hij werkte van 2004 tot 2010 als handelaar/tussenpersoon en adviseur bij het ministerie van Financiën, waarna hij van 2010 tot 2015 bij de Europese Commissie werkte op het gebied van Europese financiële stabiliteitsfaciliteiten en de bankenunie bij het directoraat ECFIN en FISMA. Vervolgens werkte hij als teamleider bij Single Resolution Board, een Europees agentschap dat zich bezighoudt met de ordelijke ontbinding van banken.
In 2017 werd Koerhuis als 22e op de VVD-kieslijst verkozen in de Tweede Kamer der Staten-Generaal. Op 5 december 2023 nam hij afscheid van de Tweede Kamer. Sedert 2024 is hij beleidsadviseur bij de Europese Commissie waar hij zorgt voor de coördinatie met de EIB, EBRD en de IFIs 